# Teratozephyrus tsangkie
Teratozephyrus tsangkie är en fjärilsart som beskrevs av Charles Oberthür 1886. Teratozephyrus tsangkie ingår i släktet Teratozephyrus och familjen juvelvingar. Inga underarter finns listade i Catalogue of Life.